# 도스톤베크 함다모프
도스톤베크 후르시도비치 함다모프(우즈베크어: Dostonbek Xurshidovich Hamdamov, 러시아어: Достонбе́к Хурши́дович Хамда́мов, 1996년 7월 24일~), 또는 도스톤베크 후르시드 오글리 함다모프(우즈베크어: Dostonbek Xurshid o'g'li Hamdamov, 우즈베크 키릴: Достонбек Хуршид ўғли Ҳамдамов, 러시아어: Достонбе́к Хурши́д огли́ Хамда́мов 도스톤베크 후르시트 오글리 함다모프[*])는 우즈베키스탄의 축구 선수로 포지션은 윙어이다. 현재 우즈베키스탄 슈퍼리그의 파흐타코르 FC와 우즈베키스탄 축구 국가대표팀에서 활동하고 있다.

## 구단 경력
2014년 FC 부뇨드코르에서 데뷔하여 2018년까지 134경기 49골을 터뜨리며 2014년 우즈베키스탄 슈퍼컵 우승, 우즈베키스탄컵 3회 준우승(2014, 2015, 2017), 2016년 우즈베키스탄 슈퍼리그 3위 등에 공헌했고 이후 2017년 러시아 프리미어리그의 안지 마하치칼라로 이적하였으나 공식전 11경기 출장에 그쳤다.
그리고 2019년 자국 리그의 강호 파흐타코르 타슈켄트로 이적 후 74경기 24골로 리그 2연패, 우즈베키스탄컵 2연패, 2019년 우즈베키스탄 리그컵 우승의 조력자 역할을 수행했고 2021년에는 UAE 프로리그의 알나스르 SC와 하타 클럽에서 7경기를 소화한 뒤 파흐타코르 타슈켄트로 복귀했다.

## 국가대표팀 경력
2013년부터 2018년까지 우즈베키스탄 연령대별 대표팀에서 25경기 8골을 터뜨리며 2012년 AFC U-16 챔피언십 우승, 2014년 AFC U-19 챔피언십 3위, 2015년 FIFA U-20 월드컵 8강, 2018년 AFC U-23 챔피언십 우승 등의 주역으로 활약했고 2018년 아시안 게임에서 2골을 기록하며 팀의 8강 진출에 기여했다.
그리고 우즈베키스탄 성인대표팀 소속으로 2019년 AFC 아시안컵 본선에 출전했으나 팀은 아시안컵 디펜딩 챔피언 호주와의 16강전 승부차기에서 패하며 탈락의 고배를 마셨고 이후 키르기스스탄과의 친선 경기에서 국제 A매치 데뷔골을 터뜨렸다.

## 수상 내역
FC 부뇨드코르
- 우즈베키스탄 슈퍼컵: 2014

 우즈베키스탄 U-23 축구 국가대표팀
- AFC U-23 축구 선수권 대회: 2018

 우즈베키스탄 U-16 축구 국가대표팀
- AFC U-16 축구 선수권 대회: 2012

개인
- 아시아 올해의 청소년 축구 선수: 2015